# Muerte de Ee Lee
Ee Lee (1984-19 de septiembre de 2020) fue una mujer asiáticaestadounidense que fue violada y asesinada en un ataque diurno en Milwaukee, Wisconsin, Estados Unidos.

## Agresión
Según la denuncia penal, Lee fue golpeada, violada, y luego arrastrada al estanque en Washington Park y dejada morir. La encontraron medio vestida e inconsciente y la llevaron al Hospital Froedtert, donde murió tres días después.

## Sospechosos
Dos adolescentes locales, Kamare Lewis, de 17 años, y Kevin Spencer, de 15, fueron arrestados y acusados de homicidio intencional en primer grado. Lewis había grabado la violación y el asesinato en su teléfono y había compartido el video con amigos. Alrededor de otros 9 jóvenes estuvieron presentes en el video.
Según la denuncia penal en dos entrevistas diferentes, uno de los sospechosos dijo que nunca llamaron para pedir ayuda porque pensó que ella estaba muerta o que pronto estaría muerta y que «no habría hecho ninguna diferencia y que a él realmente no le importaba porque no era alguien a quien él conocía personalmente».

## Respuesta
Las vigilias de Lee se llevaron a cabo por la Asociación de Mujeres Estadounidenses Hmong y la comunidad Hmong de Wisconsin en general.